# Giuseppe Botero
Giuseppe Botero (Novara, Provincia de Novara, Italia, 1815 – norte de Italia, 30 de mayo de 1885) fue un escritor en varios géneros literarios, representante del movimiento literario del romanticismo y también un educador italiano.

## Biografía
Botero vivió su infancia bajo la custodia de su madre, debido a que su padre, un médico cirujano de profesión, falleció cuando Giuseppe era tan solo un bebé. Compartió también sus primeros años de vida junto con sus dos hermanos y dos hermanas. A muy temprana edad, fue ingresado a una institución educativa sin volver a ver a sus padres, pero con la satisfacción de ser exitoso en su vida escolar.
Se dedicó a ser un educador durante gran parte de su vida, sirviendo como director en colegios y liceos de secundaria en varias ciudades del norte de Italia. Realizó sus estudios de Licenciatura en Letras en la Universidad de Turín.
En marzo del año 1848, como parte de una corta carrera militar, cruzó el río Tesino con fusil al hombro desde el Piamonte italiano y hacia territorio austriaco, apoyando a los insurgentes de Milán, bajo la dirección del rey Carlos Alberto de Saboya.
Un año después de finalizar su carrera militar, ingresó al mundo de la enseñanza. Se destacó por demostrar una gran pasión por la docencia, enseñando a sus alumnos con paciencia y dedicación, siempre corrigiendo para contribuir al desarrollo de buenos cristianos y ciudadanos.
Durante sus años de actividad como educador, este piamontés combinó esa actividad con la elaboración de obras literarias en distintos géneros. En el ámbito educativo, se le conoció por ser una persona dedicada a la formación de sus jóvenes estudiantes en valores y distintas facetas académicas. En el ámbito literario, se caracterizó por componer obras donde expresaba su carácter afectuoso y delicado, especialmente en las parábolas que componía. De dicho género, realizó escritos de carácter educativo, siguiendo el ejemplo de Lamennais y Lessing.

## Carrera literaria
Entre las obras literarias de su autoría, escribió algunas historias y novelas. También escribió numerosos apólogos, discursos, parábolas y cuentos.
Las parábolas son una clase de escritos que se utilizaban en tiempos anteriores a la vida de Botero, para brindarle enseñanzas al pueblo en general y de manera muy limitada en Italia. Durante su vida, muy pocos autores las utilizaban como género literario de escritura.
Una de sus obras fue la novela Ricciarda o i Nurra e i Cabras (Riccarda o los Nurra y los Cabras), la cual hace referencia a la frecuente temática del amor entre jóvenes pertenecientes a familias que se odian, la cual gusta mucho por los novelistas sardos. Los eventos de esta historia se llevan a cabo en la isla de Cerdeña, específicamente entre finales del siglo XIV y principios del siglo XV. Sin embargo, debido a la temática que posee, su desarrollo podría corresponder perfectamente al entorno vivido en la isla durante todos siglos de la época moderna.
El propósito de Botero mediante esta obra literaria era mostrar los graves perjuicios que las pasiones, incluso las buenas, pueden causar a los seres humanos, sí éstos no gobiernan sus actos mediante el uso de la razón, apoyándose también en las bases que ofrece una buena educación.

### Principales obras

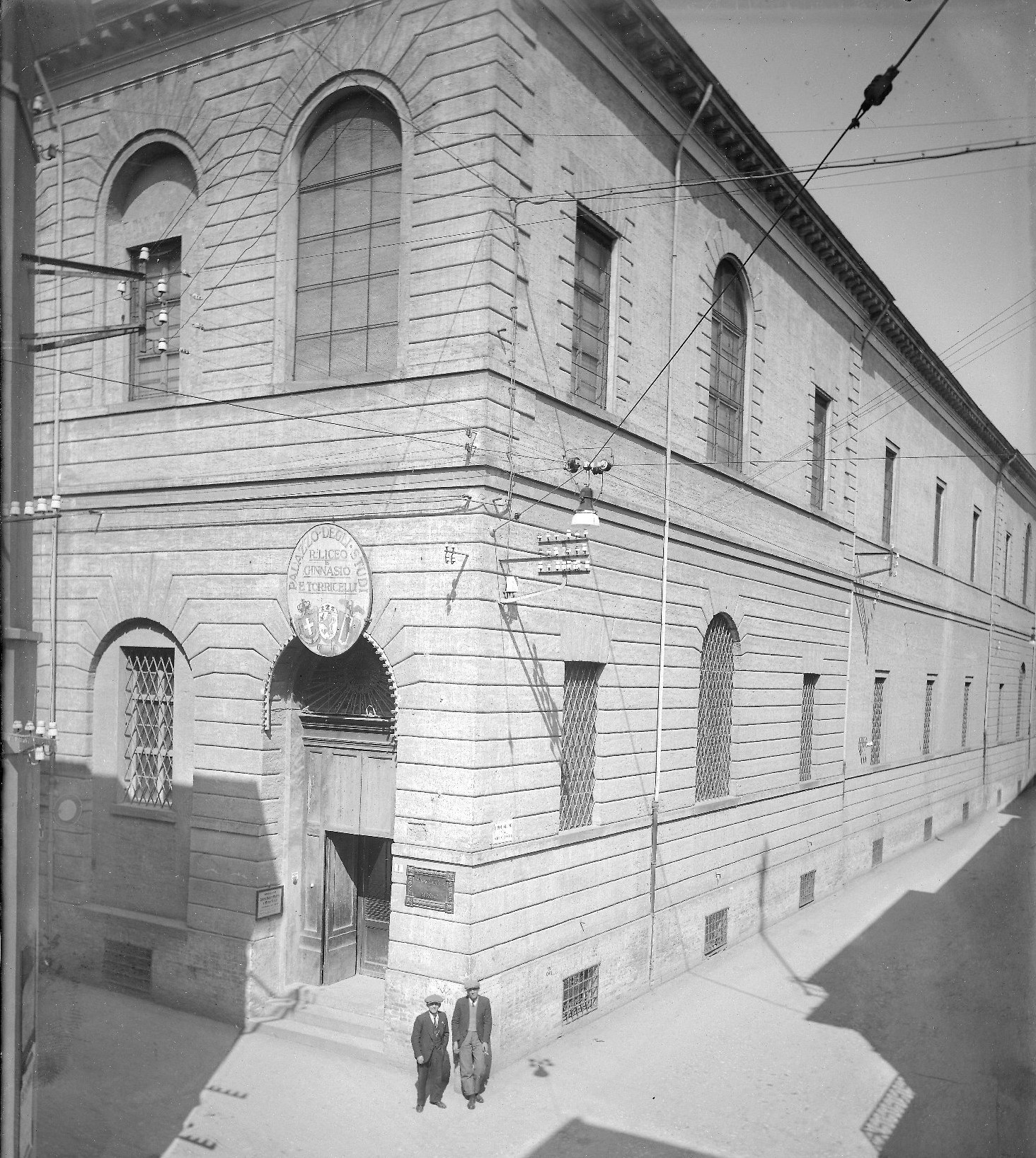
Liceo Torricelli en Faenza, Italia - Año 1930. Una de las instituciones educativas donde Giuseppe Botero fue presidente, entre 1869 y 1875.

| Año  | Título | Género     | Sitio de publicación |
| ---- | --- | ---------- | -------------------- |
| 1843 | Discorso recitato quando la civica amministrazione di Arona inaugurava solennemente il monumento eretto alla memoria di Giuseppe Botelli (Discurso pronunciado con motivo de la solemne inauguración por parte de la administración cívica de Arona del monumento erigido en memoria de Giuseppe Botelli) | Discurso   | Novara, Italia       |
| 1844 | Elogio funebre del padre Luigi de' Marchesi Dal Pozzo (Elogio fúnebre del padre Luigi de 'Marchesi Dal Pozzo) | Discurso   | Novara, Italia       |
| 1845 | Per l'inaugurazione del piroscafo San Carlo (Por la inauguración del barco a vapor San Carlos) | Discurso   | Novara, Italia       |
| 1845 | Delle lodi dei Santi Martiri Gratiniano e Felino, patroni principali della citta di Arona: discorso del professore abate Giuseppe Botero (De las alabanzas de los santos mártires Gratiniano y Felino, principales patronos de la ciudad de Arona: discurso del abad profesor Giuseppe Botero)            | Discurso   | Novara, Italia       |
| 1846 | In morte di Giberto Pertossi (En la muerte de Giberto Pertossi) | Discurso   | Novara, Italia       |
| 1847 | Monte Mesma (Monte Mesma) | Monografía | Novara, Italia       |
| 1854 | Ricciarda o i Nurra e i Cabras (Ricciarda o los Nurra y los Cabras) | Novela     | Cagliari, Italia     |
| 1855 | Virtù' e Patria (Virtud y Patria) | Parábola   | Moncalvo, Italia     |
| 1858 | Raffaele (Rafael) | Cuento     | Cagliari, Italia     |
| 1859 | Il Galeotto di San Bartolomeo (El Convicto de San Bartolomé) | Cuento     | Turín, Italia        |
| 1861 | Nella di Cortemilia (Nella de Cortemilia) | Cuento     | Turín, Italia        |
| 1862 | La Tradita (La Traicionada) | Novela     | Piacenza, Italia     |
| 1862 | Parabole ad uso delle madri e delle maestre (Parábolas para el uso de madres y maestros) | Parábola   | Florencia, Italia    |
| 1863 | Lo studente (El estudiante) | Discurso   | Piacenza, Italia     |
| 1865 | Didimo Frate (Hermano Gemelo) | Cuento     | Palermo, Italia      |
| 1869 | Eloisa Basili (Eloisa Basili) | Cuento     | Piacenza, Italia     |
| 1869 | La mia Donna (Mi Mujer) | Parábola   | Faenza, Italia       |
| 1870 | Speranza - Per le nozze della gentile damigella Maria Omboni e l'egregio signore Pietro Zappa alla cugina sposa (Esperanza - Para la boda de la amable doncella María Omboni y el querido señor Pietro Zappa, a su prima esposa)                                                                          | Parábola   | Faenza, Italia       |
| 1870 | Per le nozze dell'ingegnere architetto Pietro Rossini e la gentil donzella Anna Tomba agli sposi (Para la boda del ingeniero y arquitecto Pietro Rossini y la amable doncella Anna Tomba, a los recién casados)                                                                                           | Parábola   | Faenza, Italia       |
| 1872 | Viver bene e fare il bene (Vive bien y haz el bien) | Parábola   | Faenza, Italia       |
| 1873 | Amore e Natura (Amor y Naturaleza) | Parábola   | Faenza, Italia       |

## Carrera como educador
En el año 1849, le fue asignada la cátedra de literatura italiana, enseñando al servicio del Colegio de Cortemilia.
Posteriormente, fue director en otros liceos de educación secundaria, incluyendo el Liceo de Lecce, el Liceo de Faenza, el Liceo de Pistoya, el Liceo de Campobasso y el Liceo Torricelli, estando este último también ubicado en la ciudad de Faenza, en la región de Emilia-Romaña.
De 1850 a 1854, vivió en la ciudad de Cagliari, donde fue profesor en el Liceo Dettori. Allí mismo escribió algunas de sus obras literarias, sobre temas sardos y de tipo histórico-descriptivas, en la línea de escritura del autor Walter Scott.

### Presidencia del Liceo Torricelli
A partir del 20 de febrero de 1869, Giuseppe Botero asumió el cargo de presidente del Liceo Torricelli, uno de los institutos educativos de secundaria más antiguos y tradicionales de Italia, ubicado en la ciudad de Faenza, en la provincia de Rávena. Recibió el cargo de parte de Valentino Cigliutti.
Desde el año 1865 y luego durante gran parte del período de Botero como presidente del instituto hasta el año 1874, se llevó a cabo uno de los eventos más importantes en la historia del liceo: la Fiesta Literaria Anual, mediante la cual cada año se le rendía homenaje a un escritor italiano del pasado, con participación activa de los estudiantes del plantel educativo a través de distintas disciplinas y expresiones culturales.
Otro evento importante para el liceo durante la presidencia de Botero, fue el regreso de la institución en el año 1873 a su antigua sede en el convento de los jesuitas, en la misma ciudad de Faenza. Las instalaciones del convento fueron debidamente remodeladas y preparadas para acoger al personal educativo y a sus estudiantes.
Giuseppe Botero asumió el cargo de rector o presidente del liceo (posteriormente renombrado Torricelli-Ballardini) hasta el año 1875, antes de ser reemplazado por Francesco Brizio.
El día 30 de mayo de 1885, Botero fallece en territorio italiano, 10 años después de finalizar su labor como docente en el Liceo Torricelli y luego de una carrera de 30 años como escritor y de 26 años como educador licenciado.  